# Le Plessis-Trévise
Le Plessis-Trévise là một xã ở ngoại ô phía Đông của Paris, Pháp. Nó nằm cách 17,4 km (10,8 mi) tình từ trung tâm của Paris.

## Thành phố kết nghĩa
Le Plessis-Trévise kết nghĩa với:
- Burladingen, Đức since 1988
- Ourém, Bồ Đào Nha since 1992
- Wągrowiec, Poland since 2006